# Polyrhachis ceramensis
Polyrhachis ceramensis é uma espécie de formiga do gênero Polyrhachis, pertencente à subfamília Formicinae.